# Denis Petrić
Denis Petrić (Liubliana, 24 de maio de 1988) é um futebolista sérvio de origem eslovena que atua como goleiro. Atualmente está sem clube.

## Carreira
Denis Petrić começou a carreira no Auxerre.